# Masia del Cendra
La Masia del Cendra és una masia situada al municipi de Montoliu de Segarra a la comarca de la Segarra.